# Solanum acerifolium
Solanum acerifolium là loài thực vật có hoa trong họ Cà. Loài này được Dunal miêu tả khoa học đầu tiên năm 1816.